# Corydalis pseudofluminicola
Corydalis pseudofluminicola är en vallmoväxtart som beskrevs av Friedrich Karl Georg Fedde. Corydalis pseudofluminicola ingår i släktet nunneörter, och familjen vallmoväxter. Inga underarter finns listade i Catalogue of Life.